# Codrin Țapu

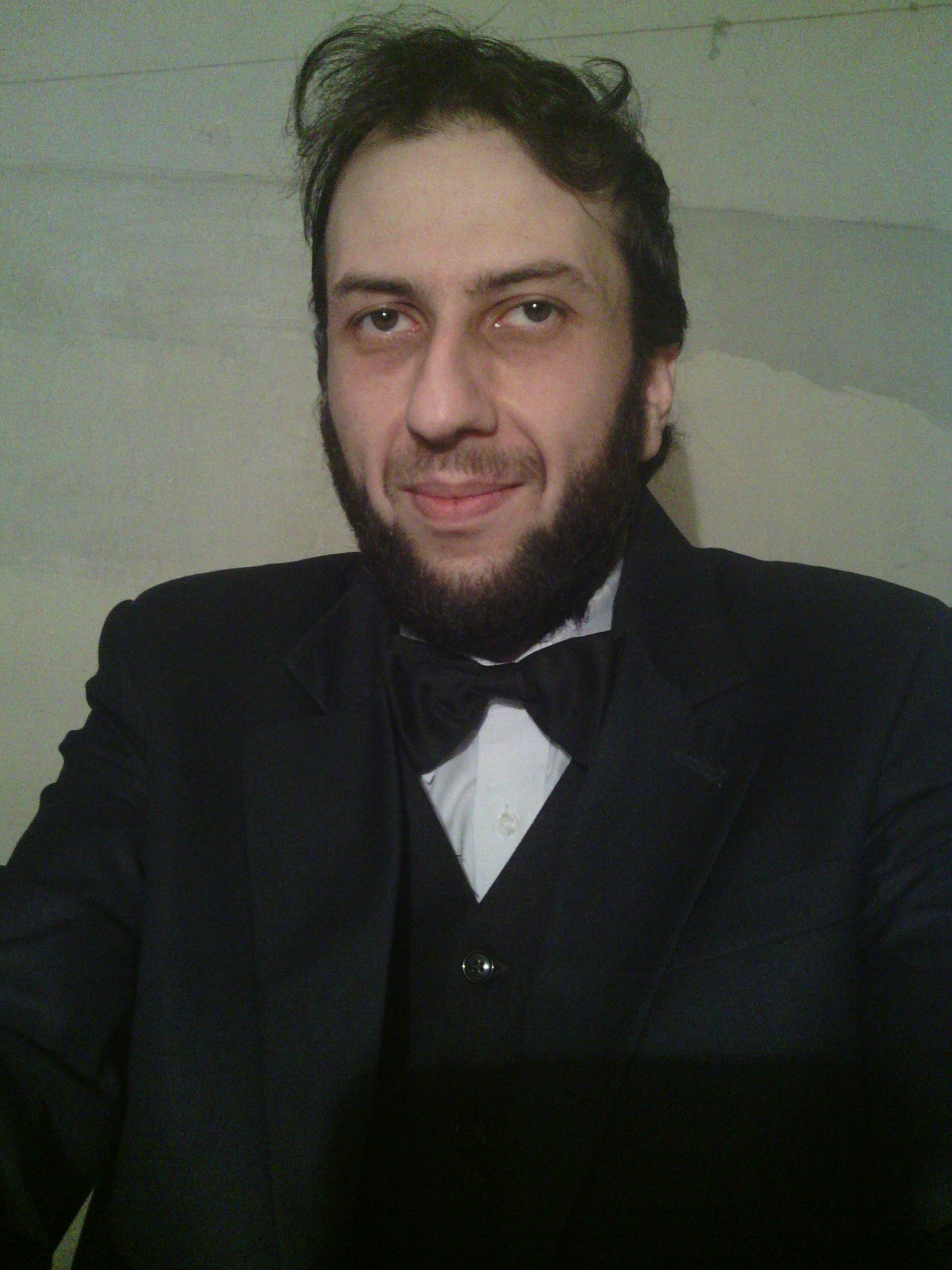
Codrin Țapu

Codrin Ștefan Țapu (* 17. Dezember 1973 in Bukarest) ist ein rumänischer Psychologe. Er beteiligte sich an der Entwicklung des hypostatischen Modells der Persönlichkeit. Țapu studierte Psychologie an der Universität Bukarest und lehrte an der Hyperion-Universität und der Universität für Agrarwissenschaften und Veterinärmedizin in Bukarest.

## Leben
Codrin Țapu wurde in Bukarest geboren und wuchs in der Nähe der Stadt Fundulea auf, wo seine Eltern arbeiteten. Sein Vater, Constantin Țapu, war ein Weizen-Forscher am Nationalen Institut für Landwirtschaftliche Forschung. Seine Mutter, Zoe Țapu, arbeitete am gleichen Institut als Pionierin der Hartweizen-Forschung in Rumänien. Nach Abschluss der Oberschule besuchte er die Universität Bukarest, wo er seine Bachelor-, Master- und Doktorgrade in Psychologie erlangte. Seit 1998 arbeitete Țapu als Dozent an der psychologischen Fakultät der Hyperion-Universität in Bukarest. Im Jahr 2006 wurde er zum Associate Professor für Psychologie an der Universität für Agrarwissenschaften und Veterinärmedizin in Bukarest.

## Forschungsarbeit
Im Jahr 1997 begann Țapu an seiner Diplomarbeit zur Entwicklung des hypostatischen Modells der Persönlichkeit zu arbeiten. Das Modell argumentiert, dass sich die Person selbst in einer Vielzahl unterschiedlicher Aspekte oder Hypostasen präsentiert, abhängig von den internen und externen Gegebenheiten, einschließlich der verschiedenen erkenntnistheoretischen Ansätze zur Untersuchung der Persönlichkeit. Das Modell fällt in die Kategorie der komplexen biopsychosozialen Modelle der Persönlichkeit.
Weder die Person noch die Beziehung allein, sondern die Beziehung zwischen den Teilen der Person(en) ist ein zentrales Element, das sowohl die persönliche und soziale Organisation als auch Desorganisation fördert.
Auf einer metatheoretischen Ebene schließt das hypostatische Modell mehrere Arten von Personenaspekten ein, beschränkt sich aber nicht darauf:
- Adaptive Aspekte: die sich auf die interne Organisation der Person und der Art, wie sie an die Umwelt angepasst ist, bezieht;
- Konstitutive Aspekte stellen die Art und Weise der Interaktion der Persönlichkeit mit dem Organismus und der Außenwelt dar;
- Zeitliche Aspekte verfolgen die Gesamtheit der Formen der Person entlang der Zeitachse einschließlich der Maßnahmen, Zustände des Bewusstseins und Entwicklungsstadien; all dies sind nur theoretisch getrennte Aspekte der Zeitlichkeit (siehe referenziellen Aspekte unten);
- Referentielle Aspekte: die Art und Weise, wie die Person von sich selbst oder von anderen (einschließlich Wissenschaftlern und Theoretikern) wahrgenommen wird;
- Integrative Aspekte: verschiedene Kombinationen der oben genannten Aspekte.

Das hypostatische Modell beschreibt sowohl Aspekte und Dimensionen der Persönlichkeit, als auch intra- und interpersonelle Beziehungen. Die Persönlichkeit wird als eine relativ stabile Konstruktion betrachtet, wobei das Modell durch spezifische Methoden der Bewertung und Psychotherapie begleitet wird.

## Bewertung
Die Arbeit von Țapu fand Anerkennung dank ihrer Originalität, dem provokativen Ansatz und der Erschließung des Bereichs der „konkret-systemischen“ oder „hypostatischen“ Psychologie. Seine frühen Werke wurden wegen der großen Anzahl von Neologismen, die den Text schwer verständlich machten und für seinen Ruf „verdammt unvollständig zu sein“ häufig kritisiert.

## Werke (Auswahl)
| Titel | Erscheinungsdatum | Verlag  | Erscheinungsort | ISBN                   |
| --- | ----------------- | ------- | --------------- | ---------------------- |
| Psihologie operatorie: teorie, evaluare, terapie (Operationelle Psychologie: Theorie, Beurteilung, Therapie)                                                     | 2000              | Premier | Ploiești        | ISBN 973-8030-22-6     |
| Hypostatic Personality: Psychopathology of Doing and Being Made                                                                                                  | 2001              | Premier | Ploiești        | ISBN 973-8030-59-5     |
| Dicționar de psihologie și psihopatologie: concepte actuale (Wörterbuch der Psychologie und Psychopathologie: aktuelle Konzepte)                                 | 2003              | Premier | Ploiești        | ISBN 973-8451-13-2     |
| Tratat de psihologie umanistă sistemică: de la diagnostic la statistică (Lehrbuch der humanistisch-systemischen Psychologie: von der Diagnose bis zur Statistik) | 2006              | Premier | Ploiești        | ISBN 978-973-740-041-3 |
| The Complete Guide to Relational Therapy | 2011              | Lulu    | Raleigh, NC     | ISBN 978-1-4478-5338-1 |